# Radiostacja R-109

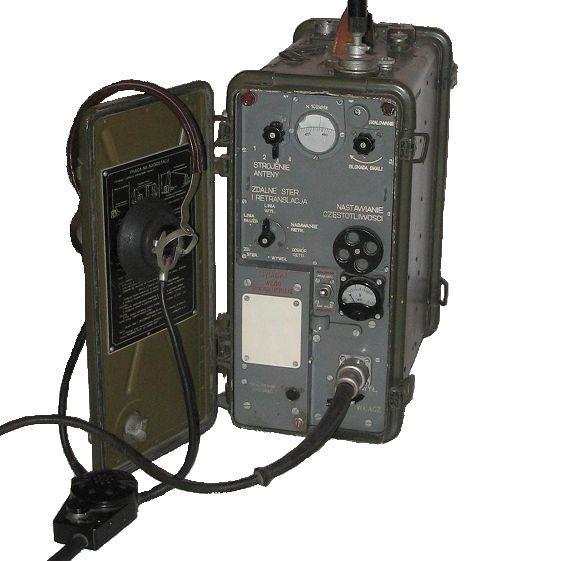
Radiostacja przenośna UKF R-109D

Radiostacja R-109 – radiostacja UKF (ultrakrótkofalowa), nadawczo-odbiorcza (ang. transceiver), simpleksowa, małej mocy konstrukcji ZSRR. Była produkowana również w innych krajach Układu Warszawskiego.
Radiostacja R-109 pracowała z modulacją częstotliwości bez tłumika szumów. Jej konstrukcja wykorzystywała część podzespołów radiostacji podczas nadawania i odbioru, tzn. nastrojenie nadajnika było jednocześnie nastrojeniem na tę samą częstotliwość odbiornika radiostacji.
Była jedną z radiostacji rodziny zwanej „ASTRA” razem z radiostacjami R-105 i R-108. Zakresy ich częstotliwości zazębiały się, dzięki czemu będąc eksploatowane w piechocie artylerii naziemnej i przeciwlotniczej umożliwiały współpracę bojową tych wojsk.
Wersje radiostacji:
- R-109 – najstarsza powojenna wersja
- R-109D – z możliwością zdalnego sterowania i retranslacji
- R-109DM – zmodernizowana
- R-109M – zminiaturyzowana na lampach bezcokołowych i półprzewodnikach

## Warunki pracy
Konstrukcja radiostacji zapewnia bryzgoszczelność i pyłoszczelność oraz możliwość pracy w trudnych warunkach klimatycznych i mechanicznych. Jest przystosowana do pracy w zakresie temperatury otaczającego powietrza od –50 °C do +50 °C i wilgotności względnej do 98%.

## Przeznaczenie
Radiostacja R-109 była przeznaczona do zapewnienia łączności radiowej w oddziałach i pododdziałach wojsk lądowych (artylerii przeciwlotniczej). Była radiostacją przenośną, plecakową umożliwiającą utrzymywanie łączności telefonicznej nawet podczas marszu z zestawu mikrofonowo-słuchawkowego względnie w pomieszczeniu z mikrotelefonu.

## Możliwości pracy
- praca bezpośrednio z radiostacji
- praca przez radiostację z polowego aparatu telefonicznego, poprzez linię 2- lub 1-przewodową (z uziemieniem) z odległości do 500 m
- wymiana zewów i rozmowa operatora z obsługą aparatu telefonicznego
- ręczna realizacja tzw. retranslacji za pomocą 2 połączonych ze sobą radiostacji
- możliwość współpracy ze wzmacniaczem mocy UM-3

## Parametry elektryczne

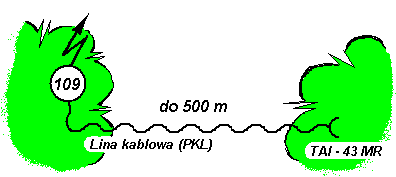
Realizacja zdalnego sterowania.

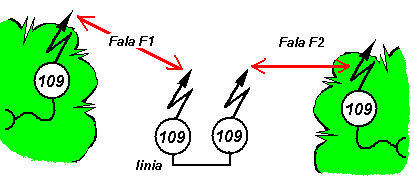
Realizacja retranslacji.

- zakres częstotliwości 21,5 – 28,5 MHz
- moc nadajnika do 1,5 W
- emisja – modulacja częstotliwości (FM) F3
- dewiacja sygnału FM ± 5 kHz
- czułość odbiornika przy stosunku sygnał/szum 10:1 ≤ 1,5 μV
- sumaryczna niestabilność częstotliwości pracy
  - w radiostacji R-109D ± 5 kHz
  - w radiostacji R-109M ± 4 kHz
- źródło zasilania 2 akumulatory zasadowe
  - w radiostacji R-109D 2NKN24
  - w radiostacji R-109M 2NKP20 lub 2NKP24
- czas pracy (odbiór/nadawanie 3:1)
  - dla R-109D do 12 godzin
  - dla akumulatorów 2NKP20 – 17,5 godziny
  - dla akumulatorów 2NKP24 – 21,5 godziny
- napięcie zasilania 4,8 V
- pobór prądu ze źródła zasilania
  - podczas odbioru ≤ 1,6 A
  - podczas nadawania ≤ 3 A
  - w R-108M – 0,85 i 1,85 A
- waga radiostacji
  - w radiostacji R-109D – 21 kg
  - w radiostacji R-109M – 14 kg

## Anteny i zasięgi łączności
- antena prętowa 1,5 m – 6 km
- antena prętowa (przedłużona) 2,7 m – 8 km
- antena promieniowa – 15 km
- antena promieniowa podniesiona – 25 km